# ジョセフ・アヴェド
ジャック＝アンドレ＝ジョセフ・アヴェド（Jacques-André-Joseph Camelot Aved 、姓は Avetとも、1702年1月12日 - 1766年3月4日）はフランスの肖像画家、美術品収集家、画商である。「Camelot」や 「Avet le Batave（バタウィ人のアヴェト）」などの異名がある。

## 略歴
現在のフランス北部ノール県のドゥエーに生まれた。ドゥエーはフランドル伯領であったこともあるが1667年にフランスに併合されていた。医者の息子に生まれたが、幼い頃父親を亡くし、アムステルダムで親類の民兵の将校に育てられた。アムステルダムでフランソワ・バワタール(François Boitard: 1670 – c.1715)やベルナール・ピカール(Bernard Picard) といった画家、版画家に学んだ。
1721年からパリに移り、肖像画家アレクシス・シモン・ベル(Alexis Simon Belle: 1674-1734)のもとで働き始めた。1731年に王立絵画彫刻アカデミーに入会し、1734年に正会員に選ばれ、 顧問(conseiller)の役職に就いた。 1738年か1740年は、ブリュッセルに旅した。1950年代初めは、ハーグに何度か滞在し、オークションで絵画を購入し、1751年にはオラニエ公、ウィレム4世の肖像画を描いた。 1753年にハーグの画家組合(Confrerie Pictura)にも登録された
。1759年まで、パリのサロンに参加し、1766年にパリで亡くなった。
亡くなった時に、アンソニー・ヴァン・ダイク、レンブラント・ファン・レイン、ドメニキーノ、ティントレット、ニコラ・プッサンの作品を含む膨大な美術コレクションを残した。 このコレクションは、1766年11月にパリで競売にかけられた。

## 作品

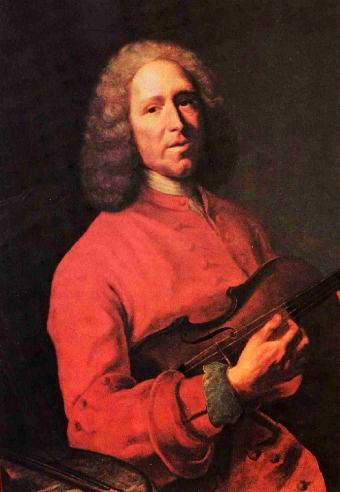
ジャン＝フィリップ・ラモー（作曲家）、(1728) ディジョン美術館蔵
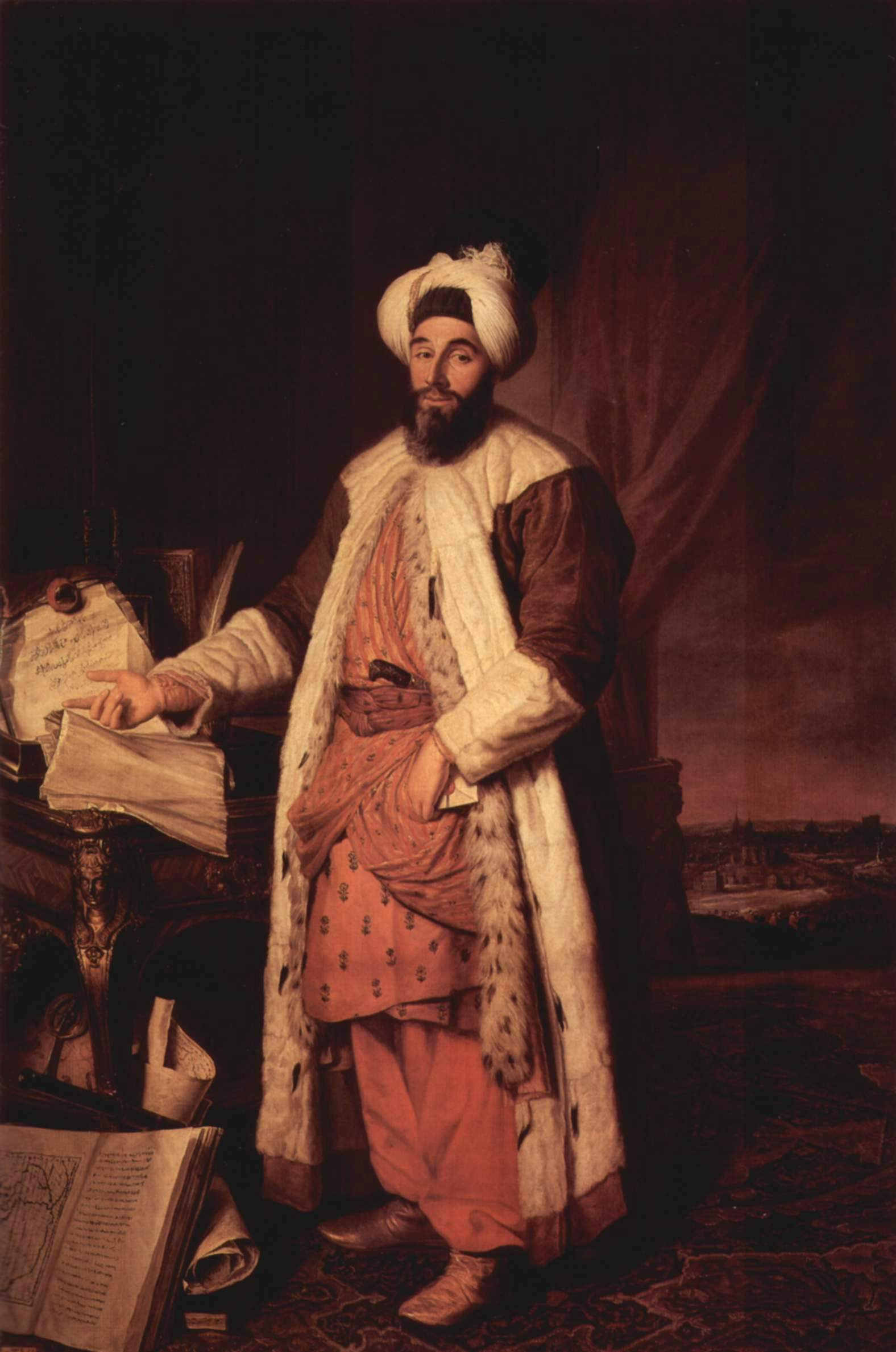
Yirmisekizzade Mehmed Said Pasha、トルコの大使、(1742)、ルーヴル・アブダビ
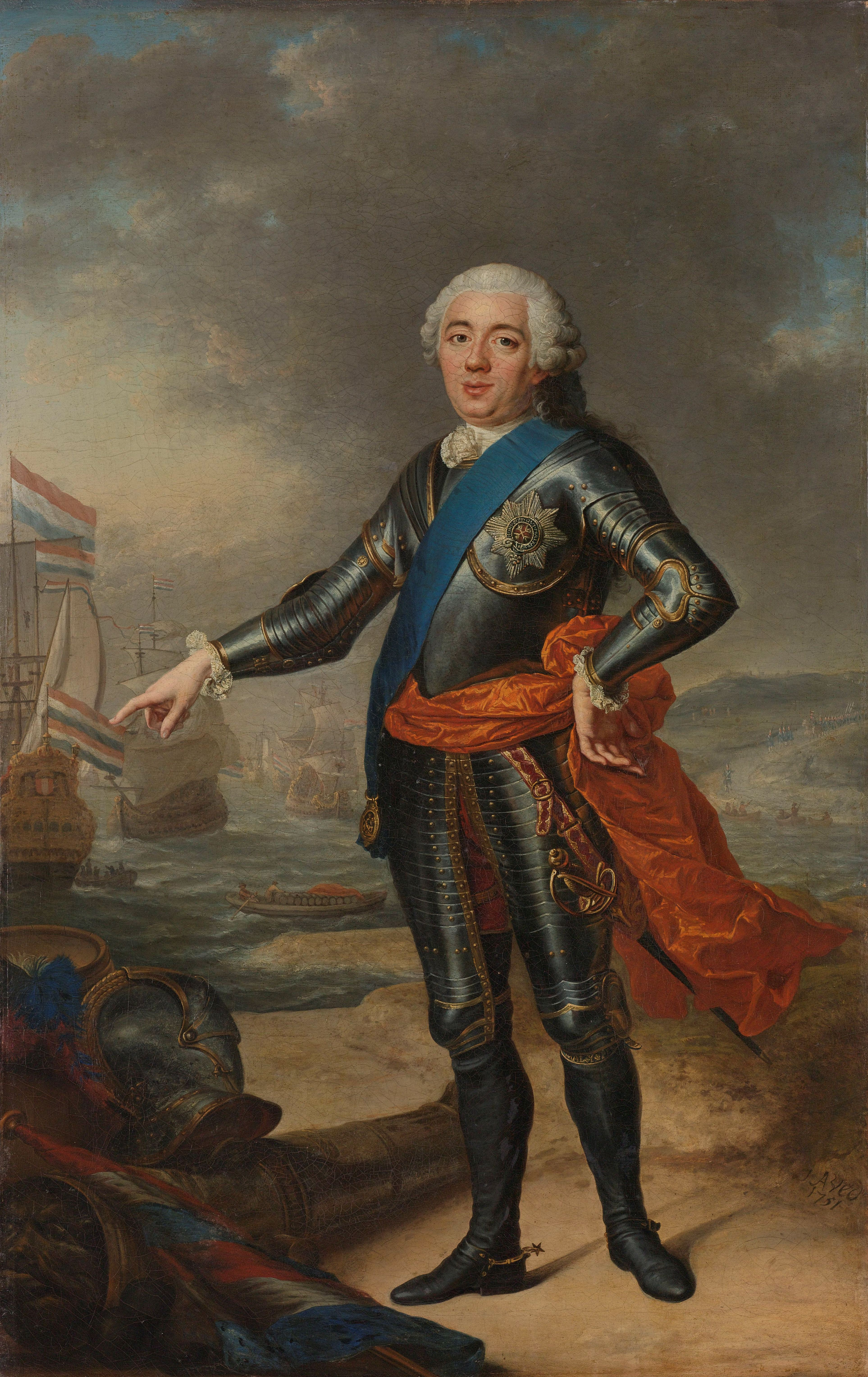
ウィレム4世(1751) アムステルダム国立美術館蔵
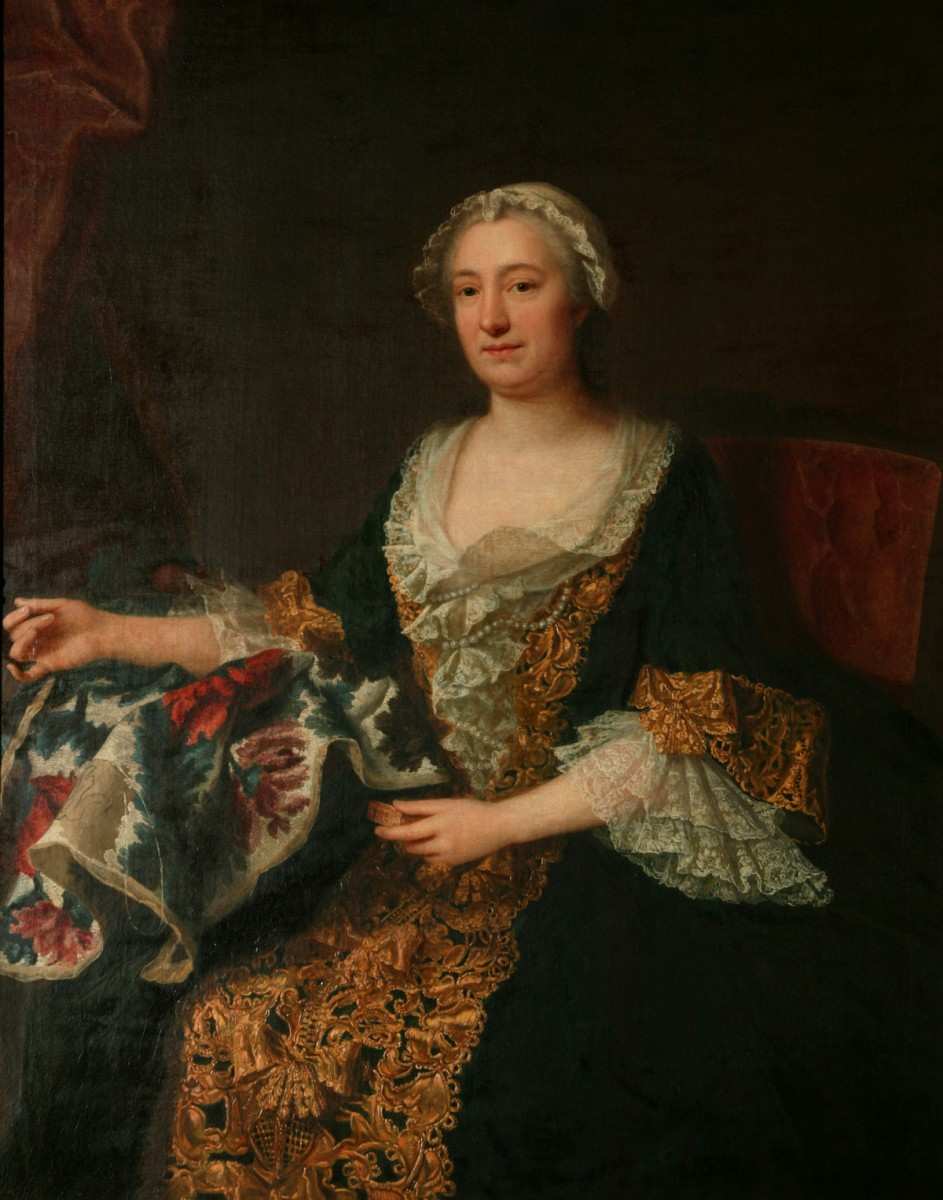
Marquise de Castellane (1743) マンチェスター市立美術館蔵